# اینترفرون بتا-۱ای
اینترفرون بتا-۱ای در حقیقت همان اینترفرون بتای طبیعی موجود در بدن است. این اینترفرون به‌نام اینترفرون فیبروبلاستی نیز مشهور است.

## ساختار مولکولی و بیوشیمیایی
این اینترفرون یک گلیکوپروتئین با وزن مولکولی حدود ۲۲٫۵ کیلو دالتون می‌باشد که از ۱۴۴ اسید آمینه تشکیل شده‌است.

## کاربرد اینترفرون بتا
اینترفرونها در بدن دارای نقش ایمونوریگولاتوری و ضدویروسی هستند و از آنها برای درمان بیماری‌های مختلف از جمله سرطان، ام اس، بیماری‌های ویروسی مانند هپاتیت ویروسی و... استفاده می‌شود.

## نام‌های تجاری
- سینووکس
- اوونکس
- رسیژن
- ربیف